# 139 (szám)
A 139 (százharminckilenc) a 138 és 140 között található természetes szám.
A 139 prímszám. A prímszámok listájában a 34. helyen szerepel. Mivel a 137 szintén prímszám, a 139 ikerprím is.
Szigorúan nem palindrom szám.
A 139 felírható öt egymást követő prímszám összegeként, nevezetesen így:
{\displaystyle 139=19+23+29+31+37}
Pillai-prím.
A Sylvester-sorozat 4. sorszámú elemének egyik prímtényezője.